# Ушаков, Андрей Артемьевич
Андрей Артемьевич Ушаков (13 декабря 1900 - 25 мая 1992) — учёный, педагог, участник Великой Отечественной войны, общественный и хозяйственный деятель Советского Союза и Российской Федерации, почётный гражданин города Уфы (1987).

## Биография
Родился 13 декабря 1900 года в посёлке Красноусольск Уфимской губернии, ныне республики Башкортостан, в многодетной семье кузнеца.
B четырнадцатилетнем возрасте стал работать на Богоявленском стекольном заводе, где трудился водоносом, трубочником, разносчиком, помощником мастера.
B годы гражданской войны Андрей Ушаков стал членом Богоявленского рабочего отряда, который позже влился в ряды регулярной Красной Армии. После окончания Гражданской войны на протяжении двух лет проходил службу под Петроградом и после увольнения возвратился работать на родной завод. C 1925 года Ушаков трудился и проживал в городе Уфе инструктором профсоюза, одновременно проходил обучение в Ленинграде, получал высшее образование. С 1934 года полностью себя связал с педагогической деятельностью.
Андрей Артемьевич работал заведующим кафедрой, был деканом, а также директором Башкирского педагогического института. Перед войной ему было доверено возглавить Уфимский институт иностранных языков.
В июле 1941 года он был призван на фронт. Участник Великой Отечественной войны, прошёл всю войну и находился в рядах действующей армии. Участвовал в формировании легендарных "катюш", проходил служил в штабах дивизии на Волховском, Западном и Первом Белорусском фронтах. Являлся начальником штаба 1285-го стрелкового полка 60-й стрелковой дивизии. Удостоен ордена Красного Знамени за боевые действия при освобождении Польши. Война для него завершилась в звании подполковник на Одере. Был демобилизован после тяжёлого ранения.
В мирное послевоенное время вернулся к работе педагогом. Около двадцати лет работал преподавателем в Башкирском медицинском и Уфимском авиационном институтах. Был заведующим кафедрой основ марксизма-ленинизма в авиационном институте, а также с 1968 по 1972 годы доцентом кафедры научного коммунизма. Выступал с уникальными лекциями от общества "Знание".
B 1987 году решением городских властей города Уфы Ушакову Андрею Артемьевичу было присвоено звание «Почетный гражданин города Уфы».
Проживал в городе Уфе. Умер 25 мая 1992 года.

## Награды
За боевые и трудовые успехи удостоен:
- Орден Ленина
- Орден Отечественной войны I степени
- Орден Красного Знамени
- Орден Трудового Красного Знамени,
- Орден Знак Почёта
- Медаль "За оборону Сталинграда"
- Медаль «За победу над Германией в Великой Отечественной войне 1941—1945 гг.»
- другие медали.
- Почётный гражданин города Уфы (1987 год).